# Mistrzostwa świata w quidditch
Mistrzostwa świata w quidditch (ang. IQA World Cup) – międzynarodowy turniej quidditch organizowany przez Międzynarodową Federację Quidditch (IQA) dla reprezentacji narodowych. Pierwsze mistrzostwa wystartowały w 2012 roku w angielskim Oksfordzie i uczestniczyły w nim 5 drużyn składających się z mężczyzn i kobiet. Rozgrywki odbywają się regularnie co dwa lata. Najwięcej tytułów mistrzowskich zdobyła reprezentacja Stanów Zjednoczonych.

## Wyniki
| Rok                            | Organizator               | T |           | Finał             | Finał     | Finał             |       | Mecz o 3 miejsce | Mecz o 3 miejsce | Mecz o 3 miejsce |  | Uwagi      |
| Rok                            | Organizator               | T | Zwycięzca | Wynik             | Finalista | III miejsce       | Wynik | IV miejsce       |                  |                  |  | Uwagi      |
| Letnie Igrzyska IQA            |                           |   |           |                   |           |                   |       |                  |                  |                  |  |            |
| 2012                           | Oksford (Wielka Brytania) | 1 |           | Stany Zjednoczone | 160*–0    | Francja           |       | Australia        | 60*–50           | Kanada           |  | 5 drużyn   |
| Globalne Igrzyska IQA          |                           |   |           |                   |           |                   |       |                  |                  |                  |  |            |
| 2014                           | Burnaby (Kanada)          | 2 |           | Stany Zjednoczone | 210*–0    | Australia         |       | Kanada           | 70*–40           | Wielka Brytania  |  | 7 drużyn   |
| Mistrzostwa świata w quidditch |                           |   |           |                   |           |                   |       |                  |                  |                  |  |            |
| 2016                           | Frankfurt (Niemcy)        | 1 |           | Australia         | 150*–130  | Stany Zjednoczone |       | Wielka Brytania  | 190*–60          | Kanada           |  | 21 drużyn  |
| 2018                           | Florencja (Włochy)        | 3 |           | Stany Zjednoczone | 120*–70   | Belgia            |       | Turcja           | 110*–60          | Wielka Brytania  |  | 29 drużyn  |
| 2020                           |                           |   |           |                   |           |                   |       |                  |                  |                  |  | >30 drużyn |

## Klasyfikacja medalowa
W dotychczasowej historii Mistrzostw świata na podium oficjalnie stawało w sumie 7 drużyn. Liderem klasyfikacji są Stany Zjednoczone, które zdobyły złote medale mistrzostw 3 razy.
Stan na maj 2018.
| Lp. | Reprezentacja   | Miejsca na podium | Miejsca na podium | Miejsca na podium | Zwycięskie sezony |   |   |                  |
| --- | --------------- | ----------------- | ----------------- | ----------------- | ----------------- | - | - | ---------------- |
| Lp. | Reprezentacja   | 1.                | Stany Zjednoczone | 3                 | Zwycięskie sezony | 1 | 0 | 2012, 2014, 2018 |
| 2.  | Australia       | 1                 | 1                 | 1                 | 2016              |   |   |                  |
| 3.  | Belgia          | 0                 | 1                 | 0                 |                   |   |   |                  |
| 3.  | Francja         | 0                 | 1                 | 0                 |                   |   |   |                  |
| 5.  | Kanada          | 0                 | 0                 | 1                 |                   |   |   |                  |
| 5.  | Turcja          | 0                 | 0                 | 1                 |                   |   |   |                  |
| 5.  | Wielka Brytania | 0                 | 0                 | 1                 |                   |   |   |                  |